# ニーレウス
ニーレウス（古希: Νιρεύς, Nīreus）は、ギリシア神話の人物。長母音を省略してニレウスとも表記される。主に、
- カナケーの子
- カロポスの子

が知られている。以下に説明する。

## カナケーの子
このニーレウスは、アイオロスの娘カナケーと海神ポセイドーンの子で、ホプレウス、エポーペウス、アローエウス、トリオプスと兄弟。

## カロポスの子
このニーレウスは、シューメー島の王カロポスとニュムペーのアグライエーの子である。ヘレネーの求婚者の1人で、トロイア戦争におけるギリシア軍の武将の1人。
ニーレウスはシューメー島の軍勢3隻、あるいは16隻、53隻を率いてトロイア戦争に参加した。出兵した武将の中ではアキレウス以外で一番の美男子だったが、武勇の点では他の武将に劣っていた。ギリシア軍がミューシアに上陸し、トロイアと勘違いしてテーレポス王と戦ったとき、ニーレウスはテーレポスの美しい妻ヒエラーを討ったが、トロイア戦争ではテーレポスの子エウリュピュロスに討たれた。一説によるとアイネイアースに討たれた。